# Abdoulaye Idrissa Maïga
Abdoulaye Idrissa Maïga (ur. 11 marca 1958 w Gao) – malijski polityk, minister środowiska w latach 2014–2016, minister obrony w latach 2016–2017. Od 10 kwietnia 2017 premier Mali. 

## Życiorys
Urodził się w 1958 w Gao. W 1981 ukończył studia inżynieryjne w malijskim instytucie Institut polytechnique rural (IPR) w Katibougou. W tym samym roku rozpoczął pracę w Ministerstwie Hodowli i Rybołówstwa. Między 1991 a 2001 był koordynatorem projektu hodowlanego w regionie Mopti. W latach 2001–2003 był pracownikiem naukowym w Ministerstwie Rozwoju Wsi. Od 2003 do 2008 kierował jednym z departamentów w państwowej agencji ds. dorzecza Nigru z siedzibą w Bamako. Dodatkowo, od 1990 do 1999 był zastępcą sekretarza generalnego Malijskiego Stowarzyszenia Praw Człowieka (AMDH). 
W 2013 był szefem sztabu wyborczego Ibrahima Boubacara Keïty w czasie kampanii przed wyborami prezydenckimi, w których zajął on pierwsze miejsce. Jako członek rządzącego od 2013 Zgromadzenia na rzecz Mali, 11 kwietnia 2014 objął stanowisko ministra środowiska w rządzie premiera Moussy Mary. 6 września 2016 zajął następnie urząd ministra obrony w rządzie premiera Modibo Keity. 
8 kwietnia 2017 prezydent Ibrahim Boubacar Keïta powołał go na stanowisko nowego szefa rządu. 10 kwietnia 2017 objął urząd, a następnego dnia mianował członków gabinetu.